# Scheinfahrt
Eine Scheinfahrt ist ein inszeniertes Ereignis für Fotografen, Videofilmer und Zuschauer, bei dem ein Zug – häufig ein aus historischen Fahrzeugen gebildeter Sonderzug – in einem Bahnhof oder auf freier Strecke anfährt, während sich die Teilnehmer der Fahrt außerhalb des Zuges befinden. So soll den Teilnehmern ermöglicht werden, ein Foto oder Video des scheinbar in den Bahnhof ein- oder ausfahrenden bzw. an einem Fotomotiv vorbeifahrenden eigenen Zuges anzufertigen, ohne dass sie dem Zug dafür voraus- oder hinterherfahren müssen. Es wird deshalb auch von Scheineinfahrten, Scheinausfahrten oder Scheinanfahrten gesprochen. In Bahnhöfen handelt es sich bei diesen Fahrzeugbewegungen in der Regel um Rangierfahrten. Fotoaufenthalte oder kurz Fotohalte sind Verkehrshalte, bei denen den Fahrtteilnehmern der Zug nur im Stand präsentiert wird.

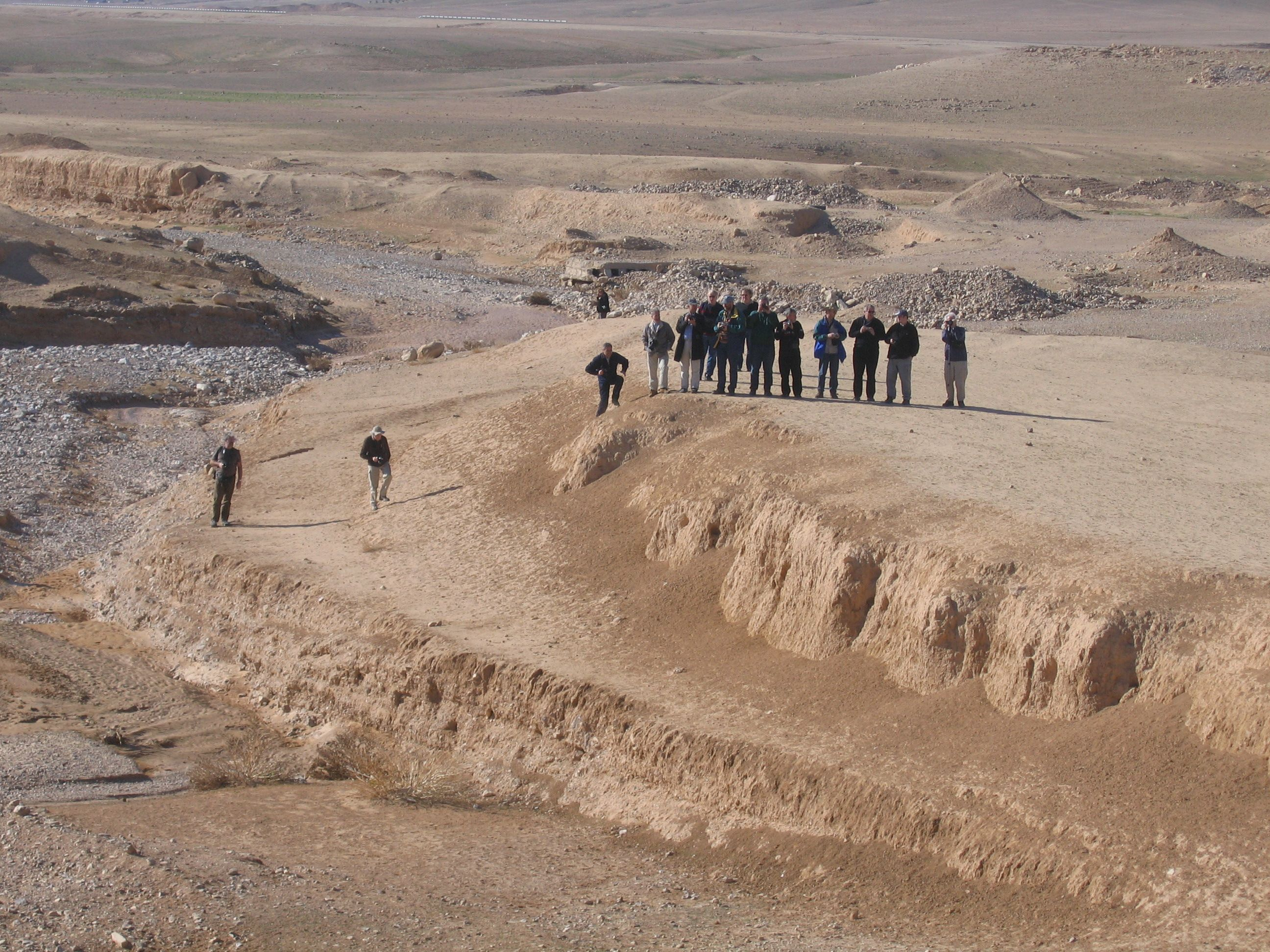
Fotolinie bei Scheinanfahrt – Sicht aus dem Zug

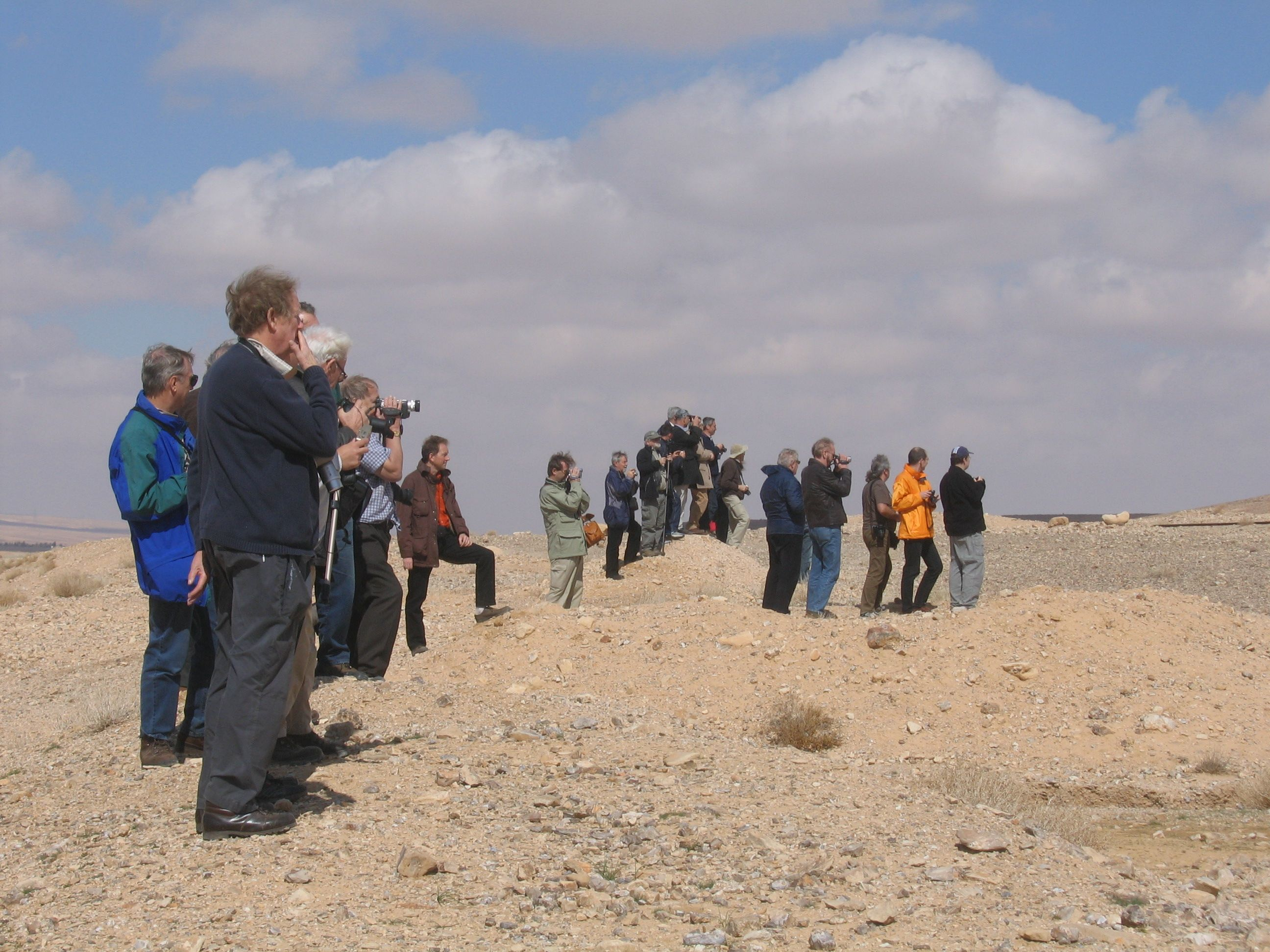
Fotolinie bei Scheinanfahrt – Sicht aus der Linie selbst

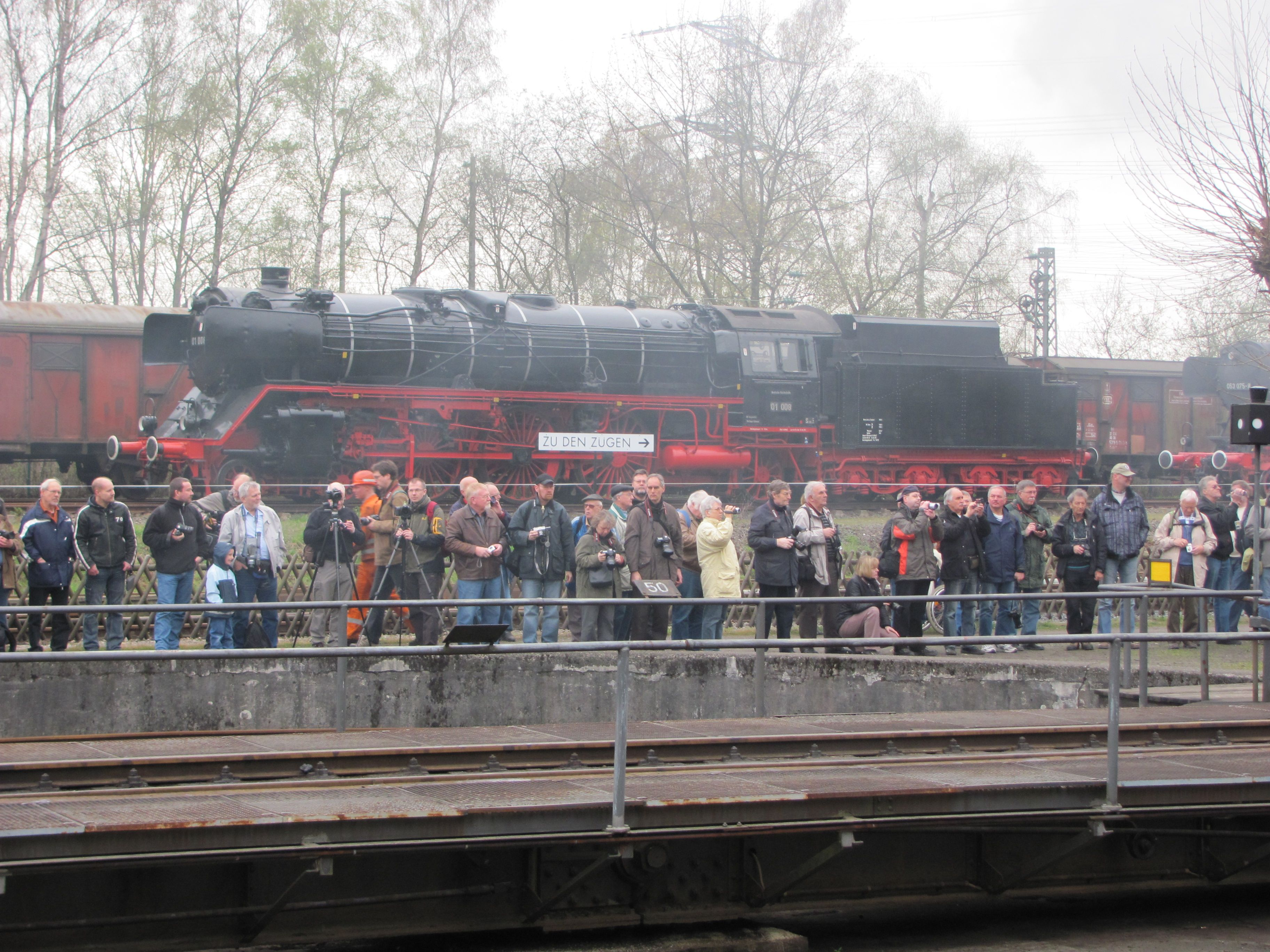
Fotolinie vor Vorbeifahrt – Fahrzeugparade Eisenbahnmuseum Bochum-Dahlhausen

Üblicherweise hält der Zug in interessanter oder für die bereiste Strecke typischer Gegend bzw. einem authentischen Bahnhof. Die Fahrgäste, die das Ereignis von außen verfolgen wollen, steigen aus. Dann setzt der Zug zurück, um anschließend am Publikum vorbei zu fahren. Nach der Vorbeifahrt hält der Zug, damit Fotografen und Zuschauer wieder einsteigen können und die Fahrt wird fortgesetzt.
Da das Inszenieren von Fotohalten und Scheinanfahrten auf einer Strecke mit Regelverkehr eine Beeinträchtigung des Betriebes darstellen kann, weil ein solches Ereignis einige Zeit in Anspruch nimmt, also relativ viel Trassenkapazität verbraucht, werden Scheinanfahrten und Fotohalte für Eisenbahnfreunde bevorzugt auf Strecken mit geringem Verkehrsaufkommen durchgeführt. Das Verlassen des Zuges auf freier Strecke oder auf Bahnhofsgleisen ohne Bahnsteig darf nur erfolgen, wenn davon keine Gefährdung der Fahrgäste oder der Sicherheit des Eisenbahnbetriebs ausgeht. Vor jedem Ingangsetzen des Zuges ist das Achtungssignal Zp 1 zu geben. Der Fahrtleiter der Sonderfahrt muss dem Zugführer das Vorliegen der Voraussetzungen vor Beginn der Scheinfahrt bestätigen.
Für Fotohalte gelten unter den Beteiligten idealerweise feste Konventionen. So wird eine „Fotolinie“ gebildet, damit die Fotografen sich nicht gegenseitig im Bild stehen. Personen sollen keinesfalls im Bild erscheinen – ein beteiligter Eisenbahner ist tolerierbar, wenn er als Teil des Szenarios zu verstehen ist. Der Zug wird so präpariert, dass der Eindruck entsteht, er befinde sich tatsächlich in einer realen Fahrsituation; so müssen etwa alle Türen geschlossen sein. Solche Regeln haben zur Folge, dass die bei solcher Gelegenheit entstehenden Bilder sich meist stark ähneln.